# Tabanus griseilineis
Tabanus griseilineis är en tvåvingeart som beskrevs av Philip 1960. Tabanus griseilineis ingår i släktet Tabanus och familjen bromsar.
Artens utbredningsområde är Thailand. Inga underarter finns listade i Catalogue of Life.